# Robin DR400

Robin DR 400 tekening

De Robin DR400 is een Frans sportvliegtuig met een houten frame en linnen bekleding. Het laagdekker toestel met een vast landingsgestel is gebouwd door vliegtuigfabriek Avions Robin, opgericht door Pierre Robin en Jean Délémontez. De eerste Robin DR400 vloog in 1972.

## Ontwerp
Jean Délémontez was in 1946 de medeoprichter van de Franse vliegtuigfabriek Jodel, waarvan Avions Robin en zijn voorganger Centre-Est Aéronautique sinds 1957 reeds een aantal ontwerpen in licentie bouwden. Kenmerkend voor de familie van Jodel/ Robin laagdekker vliegtuigen zijn de geknikte vleugels. Jodel vliegtuigen beginnen de type aanduiding met een D (Bijvoorbeeld Jodel D140), Robin vliegtuigen met DR.
De Robin DR400 kenmerkt zich, net als zijn voorgangers, door de V-stelling (knik) in het buitenste vleugeldeel. Door zijn gunstige vliegeigenschappen en voorspelbare gedrag bij een overtrek wordt de DR400 veel gebruikt in de vliegopleiding. Ook wordt het vliegtuig, vooral in Frankrijk, veel ingezet als remorqueur (sleepvliegtuig) voor zweefvliegtuigen.

## Versies

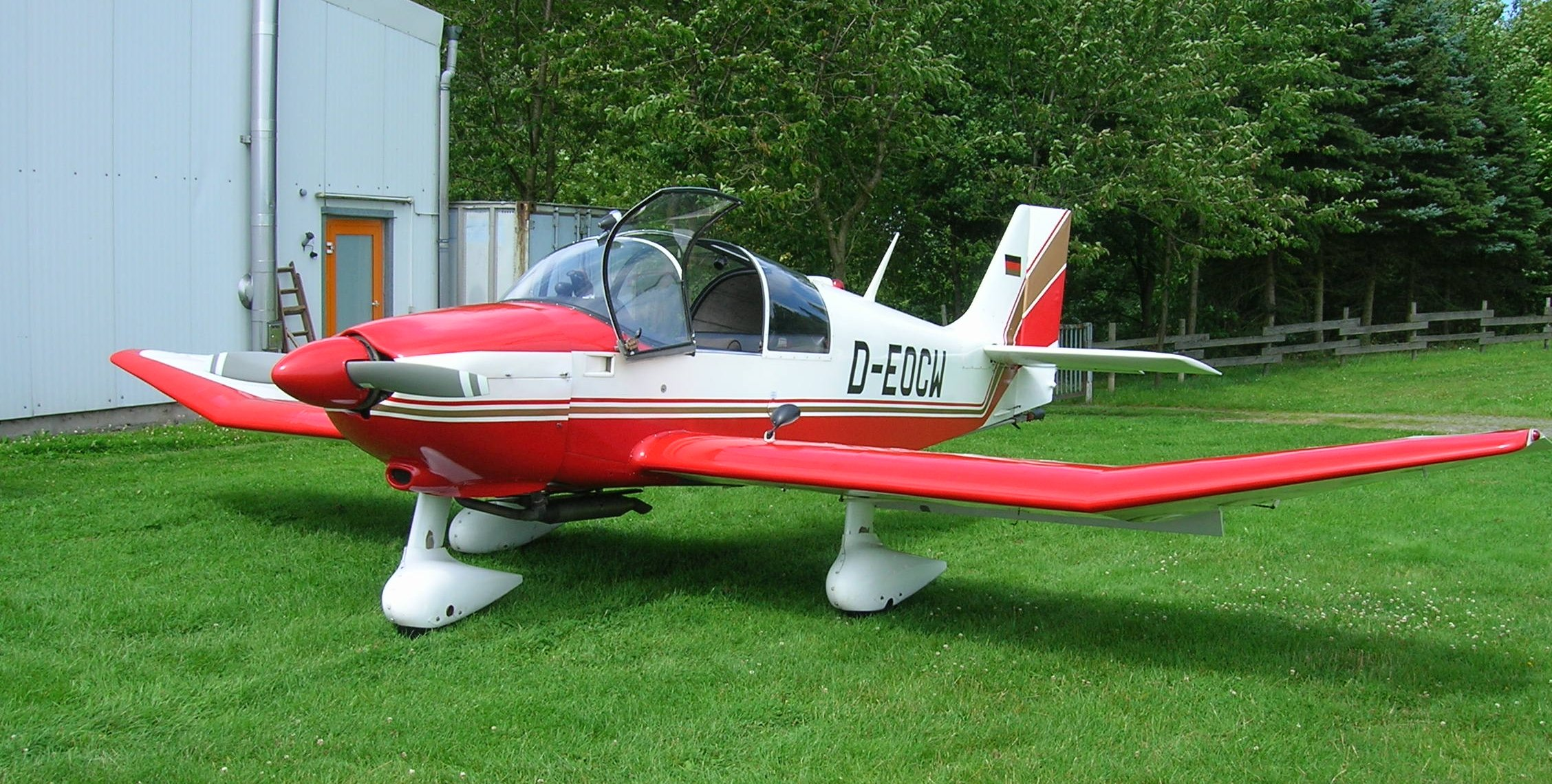
Een DR.300-180R geschikt voor slepen van zweefvliegtuigen

DR.315 Petit Prince
Doorontwikkeling van de DR221 aangedreven door een 115pk Lycoming O-235-C2A motor.
DR.330
Experimentele DR.315 uitgerust met een 130pk Continental O-240-A motor uit 1970.
DR.340 Major
Doorontwikkeling van de DR250 aangedreven door een 140pk Lycoming O-320-E2A motor.
DR.360 Chevalier
DR.340 met een 160pk Lycoming O-320-D2A motor.
DR.300-108 2+2
Vervanging van de DR.315 met verbeterd landingsgestel en in zowel tweezits en vierzits model.
DR.300-120
4-zits model DR.300 met een 120pk Lycoming O-235-L2A motor.
DR.300-140
DR.300 met een 140pk Lycoming O-235-E2A motor.
DR.300-180
DR.300 met een 180pk Lycoming O-360-A3A motor.
DR.300-180R
Sleepversie van de DR.300-180.
DR.400-100 Cadet
2-zits model van de DR.400-108
DR.400-108 Dauphin 80 2+2
DR.300-108 met voorwaarts schuivende kap
DR.400-120 Petit Prince
DR.300-120 met voorwaarts schuivende kap
DR.400-120 Dauphin 2+2
Petit Prince met extra cabine ramen.
DR.400-125
DR.400-120 met een 125pk Lycoming O-235-F motor.
DR.400-140 Earl
DR.300-140 met voorwaarts schuivende kap
DR.400-140B Major 80
DR.400-140 met een 160pk Lycoming O-320-D2A motor.
DR.400-160 Chevalier
Originele benaming voor de DR.400-140B
DR.400-180 Regent
DR.300-180 met voorwaarts schuivende kap, latere modellen hebben extra cabine ramen.
DR.400-180 Regent III
Een Nouvelle Generation DR.400
DR.400-180R Remorqueur
DR.400-180 sleepversie
DR.400-180RP Remo 212
DR.400-180R uitgerust met een 212pk Porsche PFM 3200 motor en een  drieblads propeller